# Draconian Times
Draconian Times är ett album av den brittiska doom metal-gruppen Paradise Lost. Det gavs ut av Music for Nations 12 juni 1995. Draconian Times är mer experimentell än bandets tidigare album med inslag av industrial metal och med mer körer och keyboards än tidigare. Musikvideor gjordes till spåren "The Last Time" och "Forever Failure". På "Forever Failure" hörs en talad monolog, rösten tillhör Charles Manson och samplingen är från dokumentärfilmen The Man Who Killed the 60s. Låten är i videon gjord i en ganska annorlunda version mot albumets.
Albumet återutgavs 2012 i en box kallad Original Almbum Classics tillsammans med albumen Shades of God, ursprungligen  från 1992, och Icon  från 1993.

## Låtlista
1. Enchantment
2. Hallowed Land
3. The Last Time
4. Forever Failure
5. Once Solemn
6. Shadowkings
7. Elusive Cure
8. Yearn for change
9. Shades of God
10. Hands of Reason
11. I see your face
12. Jaded

## Musiker

### Bandmedlemmar
- Nick Holmes - Sång
- Greg Mackintosh - Gitarr
- Aaron Aedy - Gitarr
- Steve Edmondson - Bas
- Lee Morris - Trummor

### Gästmusiker
- Andrew Holdsworth - Keyboard